# Norwegian Wood (film)
Norwegian Wood (ノルウェイの森?, Noruwei no mori) è un film del 2010 diretto da Trần Anh Hùng.
Il soggetto è basato sul romanzo omonimo di Haruki Murakami.

## Trama
Tokyo, anni sessanta. Uno studente di college, Toru Watanabe, perde il suo unico amico Kizuki, suicidatosi. Toru, cercando di rifarsi una vita, entra nell'università di Tokyo. Il caso vuole che qui Toru incontri la ex fidanzata di Kizuki, Naoko. I due, condividendo la stessa perdita, cominciano ad avvicinarsi. Così come cresce l'intimità tra Toru e Naoko, cresce anche il senso di perdita in quest'ultima. Dopo il ventesimo compleanno di Naoko, la ragazza sparisce, recandosi in un sanatorio a Kyoto. Il ragazzo, devastato dalla situazione, durante il semestre primaverile, incontra una ragazza dal cuore puro, Midori. Toru, così, si troverà a dover scegliere tra Naoko e Midori, che lo attirano entrambe con forza irresistibile.

## Produzione
La lavorazione del film è iniziata nel febbraio del 2009 con il location scouting allo scopo di trovare le giuste scenografie per i suggestivi scenari narrati nel libro. Sono stati così identificati l'università di Waseda, per le scene scolastiche; il pianoro di Tonomine a Kamikawa, nella prefettura di Hyōgo, per le scene nei prati; il bosco di Mineyama, nel distretto di Kanzaki, prefettura di Hyōgo.
Alla produzione del film ha partecipato anche Fuji Television, uno dei più importanti canali a diffusione nazionale in Giappone.

## Riconoscimenti parziale
- 2011 - Istanbul Film Festival
  - Premio FIPRESCI
- 2010 - Mostra internazionale d'arte cinematografica di Venezia
  - Candidatura al Leone d'oro.[2].
- 2011 - Sydney Film Festival
  - Candidatura al miglior film